# Alexander von Benckendorff (Diplomat)

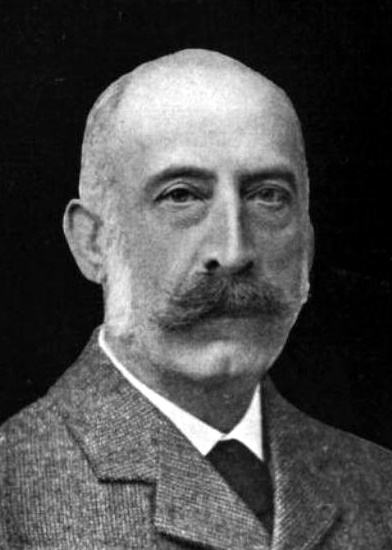
Alexander von Benckendorff

Alexander Philipp Konstantin Ludwig Graf von Benckendorff (russisch Александр Константинович Бенкендорф/Alexander Konstantinowitsch Benkendorf; * 1. August 1849 in Berlin; † 11. Januar 1917 in London) war ein russischer Diplomat.

## Leben
Seine Eltern waren Luise Prinzessin von Croÿ-Dülmen (1825–1890) und Konstantin Konstantinowitsch von Benckendorff (1816–1858), ein Sohn von Konstantin von Benckendorff. Er war über die Familie seiner Mutter auch ein Cousin zweiten Grades von Erzherzogin Isabella von Österreich-Teschen. Alexander Konstantinowitsch studierte in Frankreich und in Deutschland. 
1869 trat er in den auswärtigen Dienst des Zaren Alexander II. Im gleichen Jahr wurde er erster Sekretär an der zaristischen russischen Botschaft in Florenz und Rom. Er trat 1876 zurück und lebte fast zehn Jahre auf seinen Ländereien in Sankt Petersburg und im Ausland. 1886 kehrte er in die Diplomatie zurück, wurde Erster Sekretär der Botschaft in Wien und von 1897 bis 1903 Gesandter in Kopenhagen.
Von 1903 bis zu seinem Tod war er Ambassador to the Court of St James’s von Nikolaus II. Während der Jahre 1904 und 1905 stellte der Russisch-Japanische Krieg eine schwere Belastungsprobe für das Verhältnis beider Staaten dar. Als Benckendorff 1904 von der Feier seiner Silberhochzeit in Schlesien nach London zurückkehrte, wurde er anlässlich der Ereignisse des Doggerbank-Zwischenfalls am Bahnhof Victoria Station mit Protesten empfangen und unter Polizeischutz zur Botschaft gebracht. In der Botschaft formulierte er gemeinsam mit dem zweiten Botschaftssekretär Prinz Swjatopolk-Mirski, einem Cousin von Pjotr Dmitrijewitsch Swjatopolk-Mirski, ein Telegramm an die russische Regierung.
Er war an den Verhandlungen zum Vertrag von Sankt Petersburg im Jahre 1907 beteiligt, aus dem sich die Triple Entente entwickelte. 1915 war er Mitunterzeichner des Londoner Vertrages.

## Ehe und Nachkommen
Alexander von Benckendorff heiratete am 16. Oktober 1879 in Sankt Petersburg Gräfin Sophie Schuwaloff (* 16. Oktober 1857 in Sankt Petersburg; † 28. Mai 1928 in Ipswich). Das Paar hatte zwei Söhne und eine Tochter:
- Konstantin Alexandrowitsch (* 15. September 1880; † 25. September 1959) ⚭ Maria Korchinska (1895–1979)
- Peter Alexandrowitsch (* 19. Januar 1882; † 27. Mai 1915) ⚭ Elena Naryshkina (1879–1965)
- Nathalie Louise Alexandrovna (* 20. Mai 1886; † 14. März 1968) ⚭ Sir Jasper Nicholas Ridley (1887–1951)

Alexanders Tochter Nathalie heiratete Sir Jasper Nicholas Ridley und sie hatten fünf Kinder. Ihr Sohn Jasper Maurice Alexander Ridley (1913–1943) heiratete Helen Laura Cressida Bonham Carter (1917–1998), die Enkelin des ehemaligen britischen Premierministers Herbert Henry Asquith, 1. Earl of Oxford and Asquith. Jasper Maurice war auch der Vater des Ökonomen Adam Ridley.
Der älteste Sohn Konstantin heiratete die Harfenistin Maria Korchinska. Ein jüngerer Sohn, Peter war in einer der ersten Schlachten des Ersten Weltkriegs an der Ostpreußischen Front gefallen.